# Pachycraerus kenyensis
Pachycraerus kenyensis är en skalbaggsart som beskrevs av Thérond 1961. Pachycraerus kenyensis ingår i släktet Pachycraerus och familjen stumpbaggar. Inga underarter finns listade i Catalogue of Life.